# Binomio lingüístico

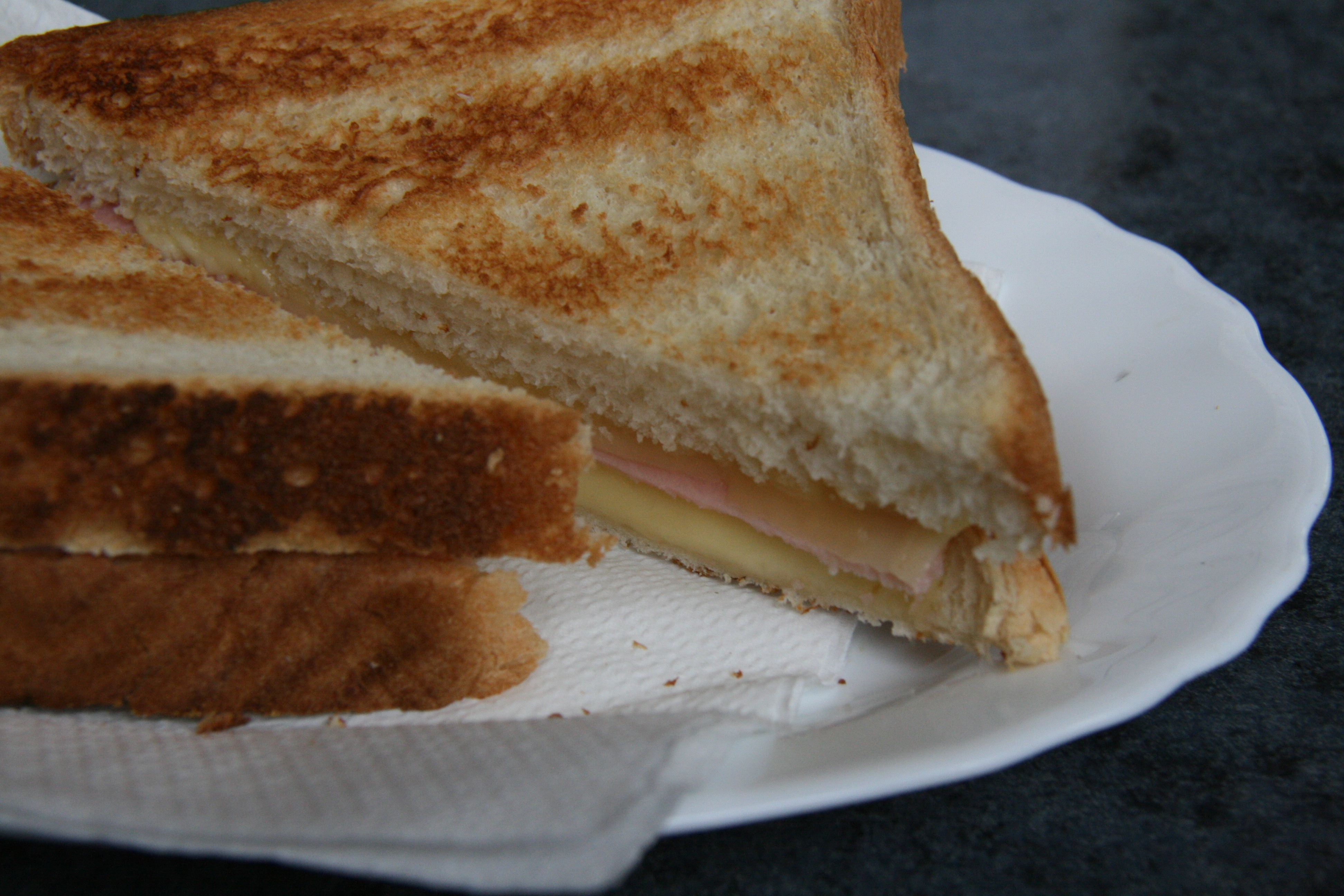
Sándwich mixto o de «jamón y queso»

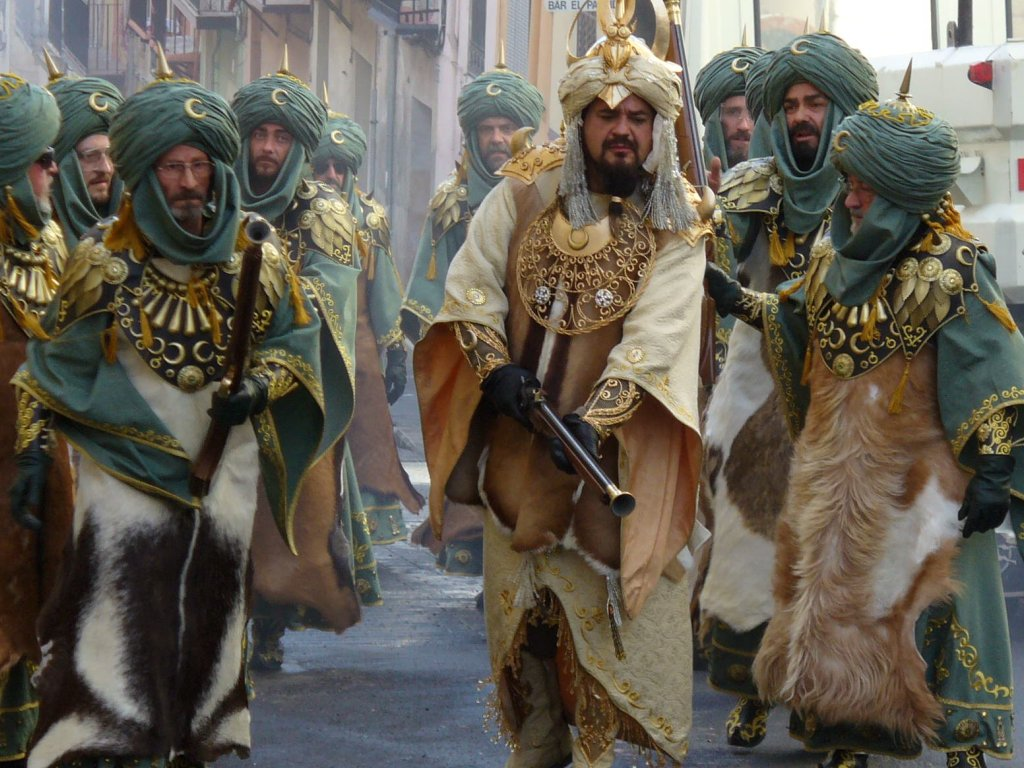
«Moros y cristianos»

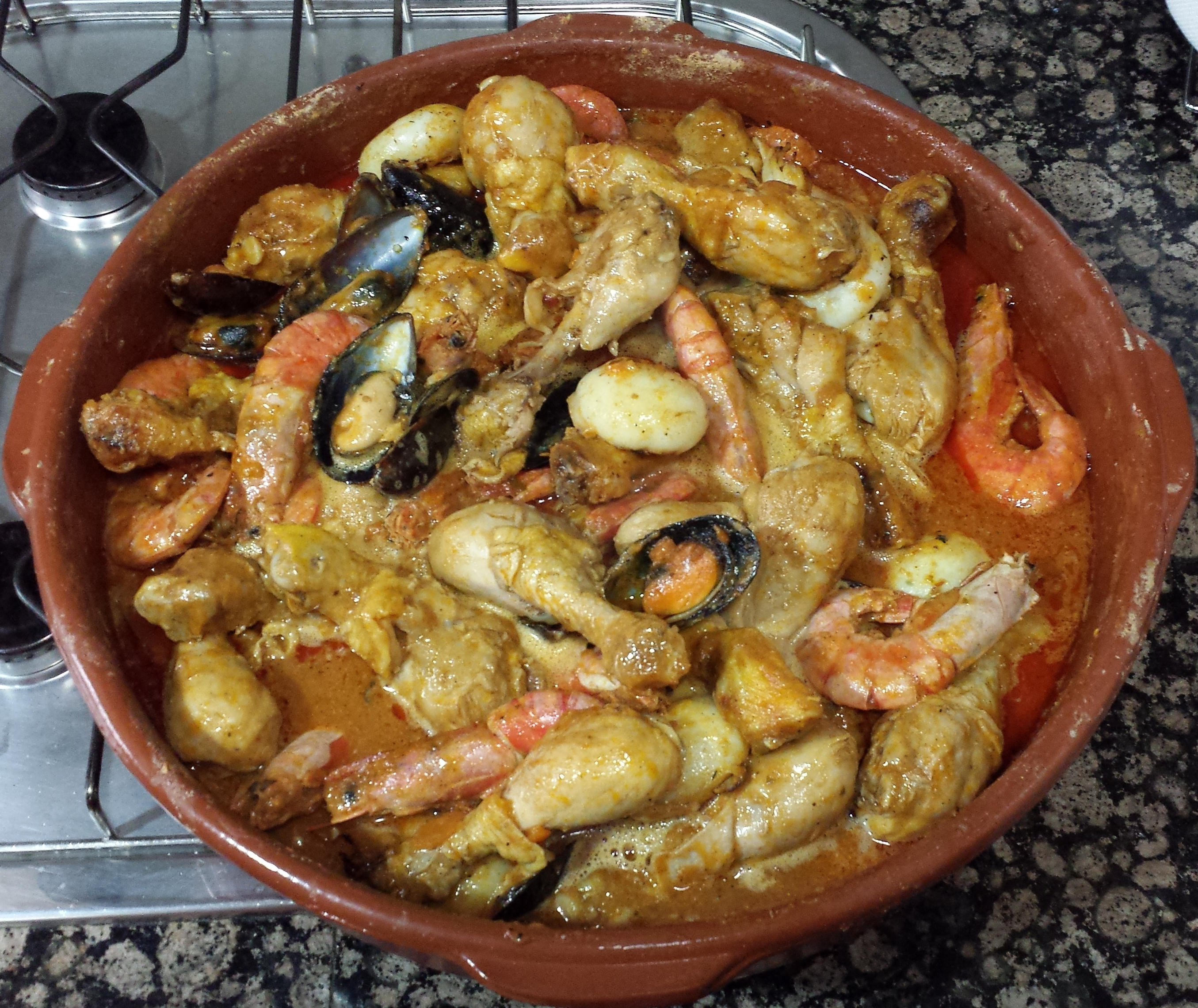
«Mar y montaña»

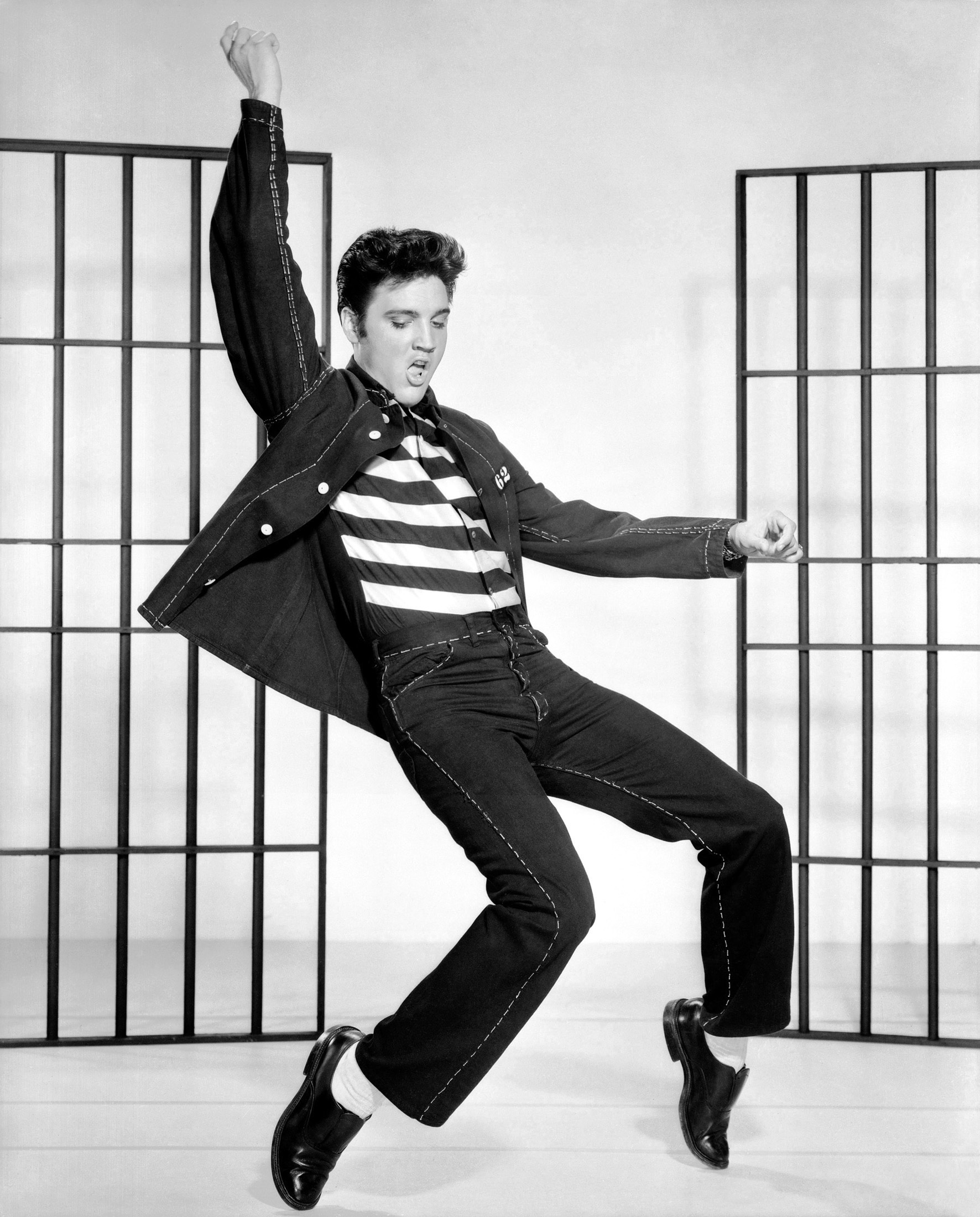
«Rock and roll»

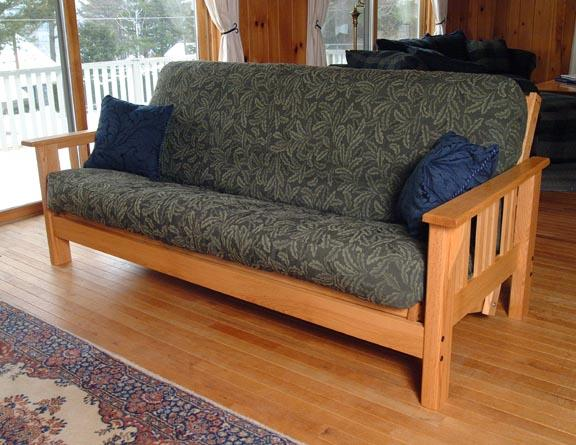
«Sofá-cama»

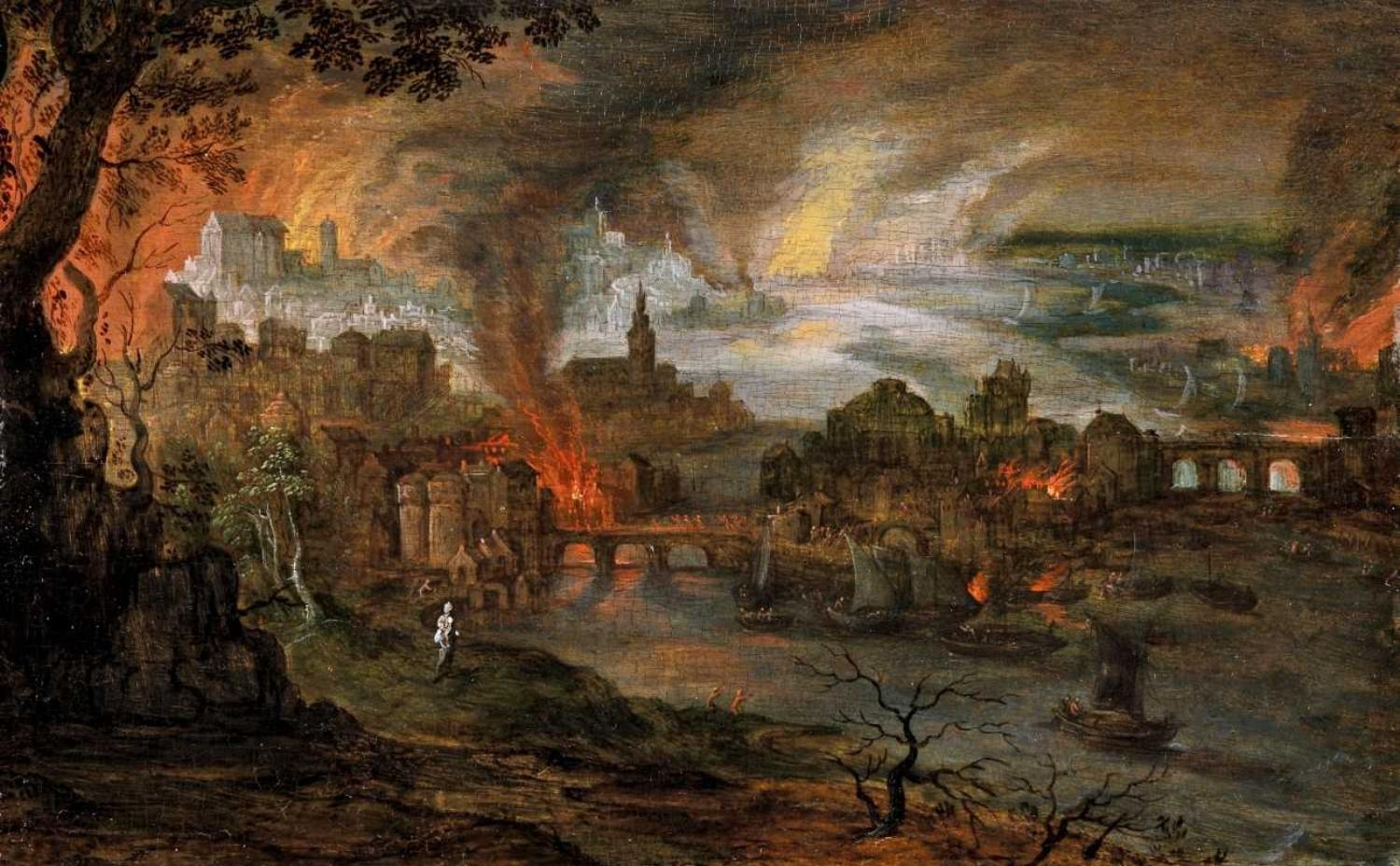
«Sodoma y Gomorra»

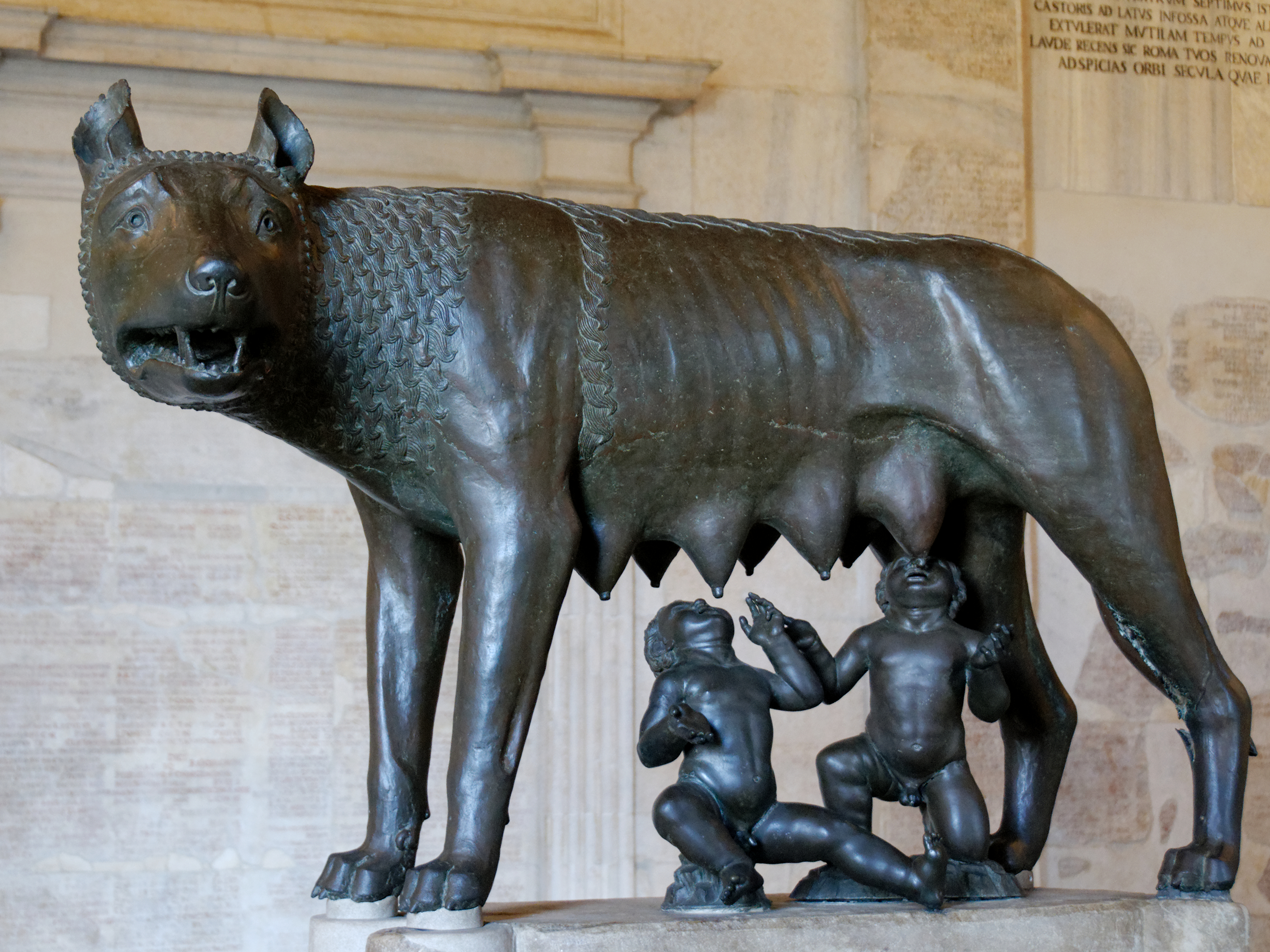
«Rómulo y Remo»

En lingüística, se conoce como binomios o frases binominales a dos sustantivos que juntos devienen una expresión o colocación idiomática, normalmente yuxtapuestos por las conjunciones «y» u «o» (o su equivalente en cada lengua), además de ser no-reversibles. Un ejemplo es «fotografía en blanco y negro», ya que «fotografía en negro y blanco» técnicamente sería correcto, pero inusual.
En lengua inglesa se les denomina siamese words («palabras siamesas»), término creado y popularizado por Henry Watson Fowler. Un ejemplo en inglés sería rock and roll. 
Muchos binomios son pegadizos (ergo, clichés y latiguillos) debido a la aliteración, rima o su ubicuidad en la sociedad y la cultura. Es decir, se han utilizado tanto que sus significados superan el significado de las palabras constitutivas y, por lo tanto, son partes inseparables y permanentes del léxico.

## Ejemplos en español
La estructura de cualquier frase binomial tiene palabras que están relacionadas de alguna manera (sinónimos, antónimos, incluir aliteraciones o palabras de sonido similar que a menudo riman).

### Antonimia
- Alfa y omega
- Lo bueno y lo malo / el bien y el mal
- Marido y mujer
- Derecha e izquierda
- Blanco y negro
- Comida y bebida
- Cielo e infierno
- Acá y allá
- De principio a fin
- Causa y efecto
- Ni frío ni calor
- (Cuestión de) vida o muerte
- (No saber si) reír o llorar
- Como el perro y el gato
- Jugar al ratón y al gato
- Tarde o temprano
- Antes o después
- Por activa y por pasiva
- Diestro y siniestro
- Cara o cruz
- Esto y lo otro
- Mar y montaña
- Carne o pescado
- A lo largo y a lo ancho
- O todo o nada
- Pros y contras
- El yin y el yang
- Sí o no

### Sinonimia y causa-efecto
- Más y mejor
- Cuerpo y alma
- Mamá y papá
- Paz y tranquilidad
- Ajos y cebollas
- Ajo y agua (derivado de «a joderse y aguantarse»)
- Jamón y queso
- Pan y vino
- Alto y claro
- Leer y escribir
- Dicho y hecho
- Sano y salvo
- Vérselas y deseárselas
- Lo habido y por haber
- Sangre y fuego
- Dar y regalar
- Viento y marea
- Sal y pimienta
- Genio y figura
- A imagen y semejanza
- Largo y tendido
- Pronto y ligero
- Ni siente ni padece
- Aprisa y corriendo
- Pan y vino
- Punto y coma
- Duelo y quebranto
- ¡Rayos y centellas!
- De carne y hueso
- Muerto y enterrado
- Sapos y culebras
- Punto y aparte
- Hoz y martillo
- Arco y flecha
- frutas y verduras
- Troche y moche[2]
- Personal e intransferible
- Crema y nata
- Amo y señor

### Aliteración y frases hechas
- Patatín, patatán
- Pim pam
- Regulín regulán
- Tris tras
- De hecho y de derecho
- Fondo y forma
- Ni fu ni fa
- Bombo y platillo
- Moros y cristianos
- Coser y cantar
- Dimes y diretes
- A las duras y a las maduras
- Borrón y cuenta nueva
- Carretera y manta
- Con pelos y señales
- De pe a pa
- De tres al cuarto
- De golpe y porrazo
- De tomo y lomo
- De cabo a rabo
- Lo humano y lo divino
- En paz y en haz
- A Dios y a dicha
- A cal y canto
- Pan y circo
- Aquí y ahora
- Uña y carne
- Ni voz ni voto
- Ni pincha ni corta
- Ni oficio ni beneficio
- Ni corto ni perezoso
- Ni chicha ni limoná
- Sin trampa ni cartón
- Sin comerlo ni beberlo
- Sin pies ni cabeza
- Sin pena ni gloria
- Sin ton ni son
- A trancas y barrancas
- En la salud y en la enfermedad
- Pitos y flautas
- Divide y vencerás
- Ocho que ochenta
- Contante y sonante
- A bombo y platillo
- Entre pecho y espalda
- De Guatemala a Guatepeor
- Truco o trato
- Sodoma y Gomorra
- Al fin y al cabo
- Contante y sonante
- Corriente y moliente
- (Contra) viento y marea
- Sin oficio ni beneficio
- Sin ton ni son
- De modo y manera
- De golpe y porrazo
- De rompe y rasga
- Pan o palo

### Repetición
- Más y más
- Poco a poco
- Día a día
- Ojo por ojo
- Cara a cara
- Mano a mano
- Rey de reyes
- Boca a boca
- De lado a lado
- Paso a paso
- De hombre a hombre
- De mujer a mujer
- Codo con codo
- Hombro con hombro
- El todo por el todo
- Mejor que mejor
- Sea lo que sea
- De oca en oca
- Tiempo al tiempo
- Visto y no visto
- Erre que erre
- (sonreír) de oreja a oreja

### Sin conjunción
- Mueble-bar
- Marxismo-leninismo
- Demócrata-cristiano
- Sofá cama
- Mesa camilla
- Radio-despertador
- Tarde-noche

### Lexicalizados
- Agridulce
- Santiamén (santo y amén)
- Altibajos (altos y bajos)
- Chichinabo (chicha y nabo)
- Artimaña (arte y maña)
- Sordomudo (sordo mudo)
- Vaivén (va y ven)
- Calicanto (cal y canto)
- Metesaca (meter sacar)

Las dobles nacionalidades (hispanogodo, francoalemán, sinovietnamita...) y los colores intermedios (verdiblanco, rojinegro, rojigualdo...) también son binomios lingüísticos.

### Aforismos
Del latín:
- Hic et nunc
- Mero et mixto imperio
- Ignoramus et ignorabimus
- Odi et amo
- Nutrisco et extinguo
- Urbi et orbi

Del inglés:
- Arts and Crafts
- Rock and roll
- Bed and breakfast
- Bling-bling
- Hide and Seek («escondite»)
- Look and feel
- Lost and found
- Park and ride
- Ping pong
- Black and Blue
- Dungeons & Dragons
- Publish or perish
- Lend-Lease
- First in, first out
- Fish and chips
- Rápido y Furioso
- Drum and bass
- Rhythm and blues
- Shrimp and grits
- Hack and slash
- Surf and turf
- Dungeons & Dragons

Del catalán:
- Mar i muntanya (mar y montaña)
- Alioli (all i oli)
- Capicúa (cap i cua)
- Seny i rauxa
- La Biga y la Busca

### Dúos (personas y personajes)
- Adán y Eva
- Caín y Abel
- Bonnie y Clyde
- Rómulo y Remo
- Tom y Jerry
- Tristán e Isolda
- Zipi y Zape
- Zack y Cody
- Stermann & Grissemann
- Abbott y Costello
- Antonio y Cleopatra
- Batman y Robin
- Epi y Blas (España), Beto y Enrique (América), Bert y Ernie (original)
- Gilbert y Sullivan
- El Gordo y el Flaco (Laurel & Hardy)
- Mork & Mindy
- Penn y Teller
- Ren y Stimpy
- Rodgers y Hammerstein
- Romeo y Julieta
- Sonny & Cher
- David y Goliat
- Rick y Morty
- Rasca y Pica (Esp.), Tomy y Daly (Am.), Itchy and Scratchy (original)

### Trinomios o tripletes
- Bueno, bonito, barato
- Por tierra, mar y aire
- Animal, vegetal o mineral
- Sota, caballo, rey
- Ver, oír y callar
- Padre, hijo y espíritu santo
- Melchor, Gaspar y Baltasar
- Chicha, Tato y Clodoveo
- Oro, incienso y mirra
- Mundo, demonio y carne
- Oro, plata y cobre
- Armas, gérmenes y acero
- Ahorcado, arrastrado y descuartizado
- Luces, cámara, acción
- Preparados, listos, ya
- Veni, vidi, vici
- Sexo, drogas y rock and roll
- Abecé (a, b y c)
- Vista, suerte y al toro
- Uvas, pámpanos y agraz (de todo tiene la viña)
- A la una, a las dos y a las tres
- Pim, pam, pum
- Café, copa y puro
- Piedra, papel, tijeras
- El bueno, el feo y el malo
- Dórico, jónico y corintio
- Católico, apostólico, romano

### Tetranomios
- Primavera, verano, otoño e invierno
- Una, dola, tela, catola
- Sangre, esfuerzo, lágrimas y sudor
- Martillo, yunque, lenticular y estribo
- Rumen, retículo, omaso y abomaso

### Heptanomios
- Lunes, martes, miércoles, jueves, viernes, sábado, domingo
- Do, re, mi, fa, sol, la, si
- Hidrógeno, litio, sodio, potasio, rubidio, cesio, francio